# Fridolin Leiber

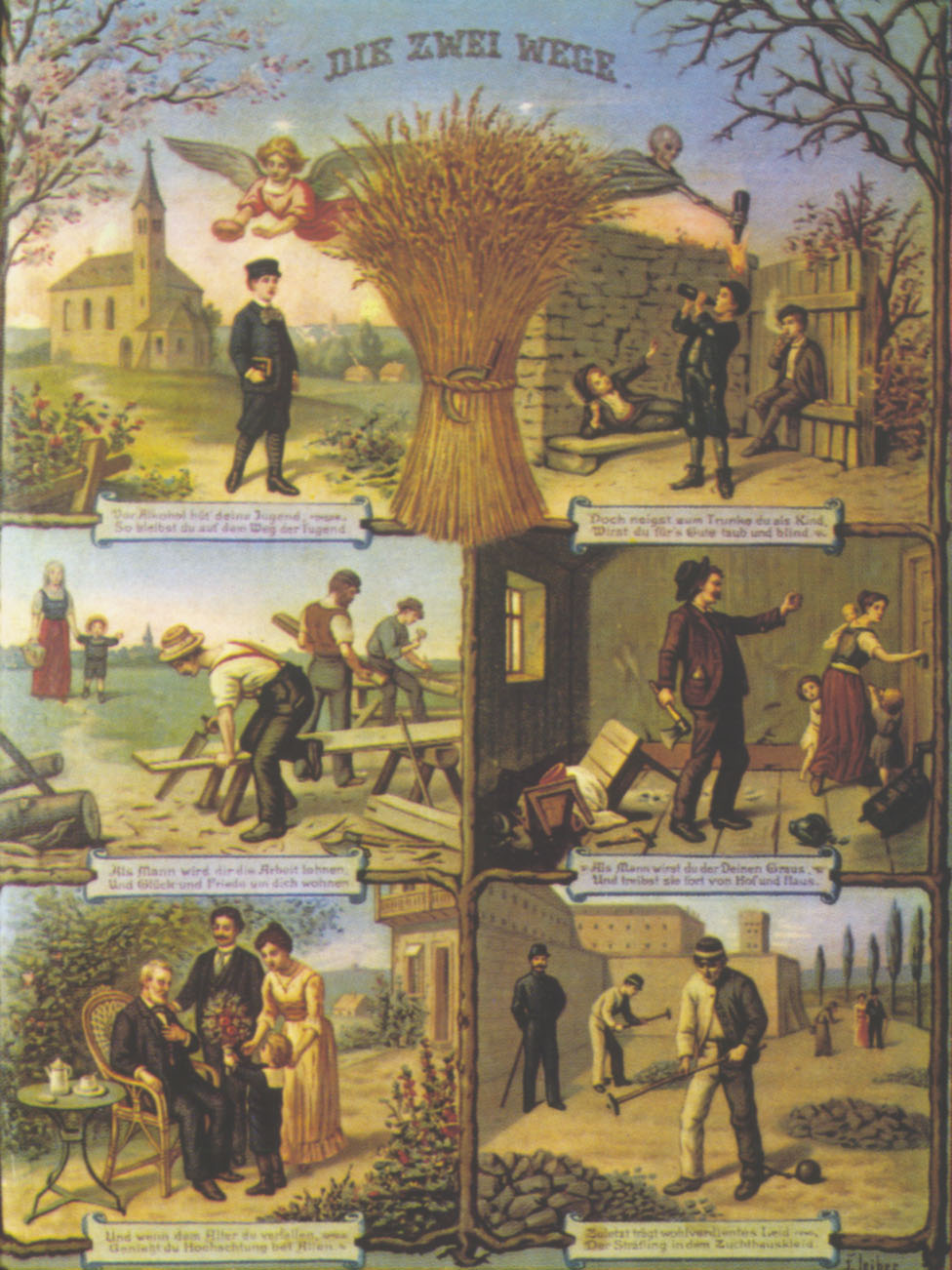
Die zwei Wege, Chromolithographie um 1890

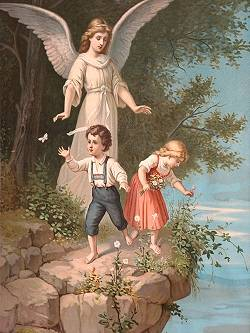
Schutzengel, eines von Leibers bekanntesten Bildern

Fridolin Leiber (* 4. März 1843 in Niedereschach; † 4. April 1912 in Frankfurt am Main) war ein deutscher Maler.

## Leben
Der 1843 im Schwarzwald als Sohn des Landwirts Thomas Leiber und dessen Ehefrau Helena. Uhrenmaler Fridolin Leiber meldete sich 1881 auf eine Annonce des Frankfurter Kunstverlags Eduard Gustav May im Fachblatt Freie Künste. Er wurde daraufhin Leiter des lithografischen Ateliers und somit „Hausmaler“ der Firma. Diese Funktion hatte er von 1882 bis 1912 inne.
Leibers erste Arbeiten für Verlag E. G. May waren typische Heiligendarstellungen. In der Folge verarbeitete er Motive wie die zehn „Lebensaltersstufen“ des Menschen, die sieben Stufen der „verschiedenen Stände im menschlichen Leben“, die „zwei Wege“ sowie Schutzengeldarstellungen. Einige dieser Motive gehen auf ältere, teils mittelalterliche Bildformulierungen zurück, die nach Ideen der Firmenleitung umgezeichnet und „modernisiert“ wurden.
Leiber signierte entweder mit seinem vollen Namen oder mit seinem Monogramm „F. L.“ Als populäre Wandbilddrucke fanden seine Bilder große Verbreitung.
Da nicht alle Bilder von Leiber signiert sind, ist es nicht immer möglich, seine Bilder zuzuordnen. Ein Vergleich mit signierten Bildern bezüglich ikonographischer Details kann dabei einigermaßen gesicherte Ergebnisse bringen. Allerdings muss dabei beachtet werden, dass Leiber kein Maler war, sondern als Atelierleiter lediglich Vorlagen für die Drucke, meist Farblithographien, lieferte. So können Teile eines Bildes auch in anderen Editionen verwendet werden. Ebenso kann es zu einem Thema verschiedenen Variationen geben. Zudem schuf er seine Bilder im Geschmack der damaligen Zeit, den auch andere Maler zu Grunde legten.
Im Sommer 1910 nahm er an einer Arktisexpedition teil, die von Prinz Heinrich von Preußen angeführt und durch Graf Zeppelin begleitet wurde. Dabei ging es um die Dokumentation geografischer Daten und die Erforschung von Einsatzmöglichkeiten des Zeppelins im arktischen Bereich. Leiber hielt mehrere Episoden und Eindrücke während der Reise in Bildern fest.
Fridolin Leiber starb am 4. April 1912 im Alter von 69 Jahren in Frankfurt am Main.
Im LebensSpuren-Museum der Gemeinde Niedereschach ist eine Dauerausstellung dem Bürgersohn Fridolin Leiber gewidmet. Dort wird auch eine fortlaufende Liste seiner bekannten Werke geführt.